# بقایای قلعه کهنه نامن
بقایای قلعه کهنه نامن مربوط به دوره قاجار است و در شهرستان داورزن، جنوب‌غربی روستای نامن واقع شده و این اثر در تاریخ ۲۴ اسفند ۱۳۸۴ با شمارهٔ ثبت ۱۵۲۴۴ به‌عنوان یکی از آثار ملی ایران به ثبت رسیده‌است.